# Casper Andries Lingbeek
Casper Andries Lingbeek (Sloten, 5 februari 1867 - Voorthuizen, 14 juni 1939) was een Nederlands politicus en predikant.
Lingbeek was een rechtzinnige dominee die als voorman van de orthodox-protestantse Hervormd-Gereformeerde Staatspartij fel fulmineerde tegen de volgens hem te grote invloed van 'Rome' op de Nederlandse politiek. In die zin was hij weinig geliefd bij de andere rechtse partijen, met name de CHU. Hij keerde zich bijvoorbeeld tegen vrijstelling van dienstplicht voor priesters. Aardig gegeven is overigens, dat hij wel een plaatsvervanger zijn militaire dienst liet vervullen. Ook was hij tegen rijkssteun aan kloosterling-onderwijzers. Lingbeek was een kanselredenaar, die ondanks zijn extreme opvattingen altijd het gehoor van zijn medeleden had, ook al omdat hij soms humoristisch uit de hoek kon komen.

## Biografie

### Achtergrond en opleiding
Casper Andries Lingbeek werd in 1867 in het Noord-Hollandse dorp Sloten (tegenwoordig deel van Amsterdam) geboren. Zijn vader, Jurjen Lingbeek (1833-1868), was hoofdonderwijzer te Sloten en ouderling in de Nederlandse Hervormde Kerk van Amsterdam. Zijn moeder was Regina Höweler (1833-1909) afkomstig uit een predikantengeslacht. Zijn ouders behoorden tot de confessionele richting binnen de Nederlandse Hervormde Kerk.
Casper Andries Lingbeek volgde lager- en middelbaar onderwijs (MULO) in Amsterdam (1879-1882). Van 1882 tot 1889 was hij werkzaam voor een handelskantoor in Amsterdam. Hierna deed hij eindexamen aan het gymnasium (1889). Van 1889 tot 1893 studeerde hij theologie (kandidaats) aan de Gemeentelijke Universiteit van Amsterdam.

### Predikantschap
Casper Andries Lingbeek was van 1893 tot maart 1894 proponent in Noord-Brabant om vervolgens op 11 maart 1894 te worden beroepen als predikant in Voorthuizen (tot juli 1896). Van 20 september 1896 tot maart 1899 was hij predikant te Kubaard, van 30 april 1899 tot 1903 te Klundert en van 10 maart 1903 tot 1908 te Voorst. Lingbeek was hierna van 1908 tot 1918 predikant te Spijk, van 2 mei 1918 tot 1919 te Steenwijk en van 23 november 1919 tot 15 september 1925 te Reitsum, Genum en Lichtaard. Zijn laatste predikantschap was van 28 december 1931 tot 1 juli 1933 op Urk.
Als orthodox-protestants gelovige binnen de Nederlandse Hervormde Kerk was hij lid van de Confessionele Vereniging. De Confessionele Vereniging deed er alles aan het gezag van de belijdenisgeschriften in de Hervormde Kerk te herstellen. Ds. Lingbeek was ook lid van her bestuur van de Confessionele Vereniging. Daarnaast was hij ook van 6 oktober 1921 tot september 1930 eindredacteur van haar weekblad De Gereformeerde Kerk.
Ds. Lingbeek ging ervan uit dat Nederland een Protestantse natie was met één Protestantse volkskerk. Hoewel hij de "toestand" (d.i. de invloed van vrijzinnigen en ethischen) van de Hervormde Kerk betreurde, geloofde Lingbeek toch dat de Hervormde Kerk een "planting Gods" was en moest hij niets hebben van de Gereformeerde "scheurmakers" als dr. Abraham Kuyper.

### Politicus
Lingbeek was een theocraat en een volgeling van dr. Ph.J. Hoedemaker, een vooraanstaand Nederlands-hervormd theoloog en aanhanger van een nauwe band tussen Kerk en Staat.
Ds. C.A. Lingbeek werd in 1924 lid van de in 1921 opgerichte Hervormd-Gereformeerde Staatspartij (HGSP). Deze partij wilde Nederland omvormen tot een theocratie en was fel anti-rooms-katholiek. De partij streefde onder meer de handhaving van het processieverbod, het afschaffen van de bisdommen en de afschaffing van de Jezuïetenorde na. Het partijprogramma was uitgewerkt aan de hand van de Tien Geboden en keerde zich hierin fel tegen de volkssoevereiniteit ("de deinende massa") en zowel socialisme als kapitalisme ("De wetten gaan het bestelen van den arbeider tegen"). De partij trok vooral veel leden van de Confessionele Vereniging binnen de Nederlands-hervormde Kerk aan.
In 1925 werd Lingbeek gekozen tot lijsttrekker van de HGSP. In hetzelfde jaar werd Lingbeek in de Tweede Kamer van de Staten-Generaal gekozen. Hij leidde vervolgens - met een korte tussenpoze - de eenmansfractie van de HGSP in de Tweede Kamer. Ds. Lingbeek was een opvallend kamerlid en liet een onvervalst "anti-Rooms" geluid horen. Zijn grootste tegenstanders waren te vinden binnen de Christelijk-Historische Unie - een partij waarbij de HGSP veel stemmen wist weg te snoepen. Ondanks de schijnbare overeenkomsten met de SGP moest Lingbeek helemaal niets weten "van de Kerstens of hoe ze ook heeten." Streed Lingbeek voor zaken als openbaar onderwijs ("openbare school met de Bijbel") zo zette ds. Kersten van de SGP zich juist in voor het bijzonder onderwijs. Ook het feit dat de HGS opkwam voor het Nederlands-hervormd karakter van de staat botste met de SGP die immers interkerkelijk van karakter was (en is).
In 1932 trad Lingbeek als kamerlid af omdat de Nederlandse Hervormde Kerk het ambt van predikant onverenigbaar achtte met het kamerlidmaatschap. Als zijn opvolger in de Tweede Kamer werd Bate Gerrit Peereboom, een legerofficier, gekozen. Peereboom miste echter het charisma van Lingbeek. In 1933 ging Lingbeek met emeritaat en kwam op 9 mei 1933 opnieuw in de Tweede Kamer, hetgeen hij tot 1937 bleef. In dat jaar verloor de HGSP haar zetel in het parlement. Hierna was Lingbeek van 1937 tot 1939 voorzitter van de HGSP.

### Overige politieke functies
- lid Provinciale Staten van Zuid-Holland, van 5 juli 1927 tot 27 mei 1930
- lid gemeenteraad van 's-Gravenhage, van 6 september 1927 tot 17 maart 1930
- lid hoofdbestuur HGSP, van 1933 tot 1936
- redacteur HGSP-weekblad "Staat en Kerk"

### Overlijden
Ds. Casper Andries Lingbeek overleed op 72-jarige leeftijd midden 1939.

## Onderscheiding
- Ridder in de Orde van de Nederlandse Leeuw, 30 augustus 1935

## Privé
Ds. Casper Andries Lingbeek trouwde op 3 juni 1898 te Barneveld met Hendrika Johanna Hopster (1867-1928), die op 18 januari 1928 in het Rode Kruisziekenhuis in Den Haag overleed aan de gevolgen van een schedelbreuk opgelopen na een val van de trap in haar woning. Uit zijn huwelijk met haar had Lingbeek drie dochters.
Op 28 augustus 1929 hertrouwde Lingbeek in Den Haag met Mathilda Bonzet (1891-1973), gescheiden echtgenote van dr. J.W.A. Croiset van Uchgelen.

## Bron
- H. Tijssen, Een getuigende geus. Ds. C.A. Lingbeek (1867-1939), Strijder voor den Staat met den Bijbel, Kampen, 2007 ISBN 90-9021537-9

## Verwijzingen
1. ↑  H. Tijssen, Een getuigende geus, Kampen 2007, blz. 8
2. ↑  Tijssen, blz. 9
3. ↑  Tijssen, blz. 16
4. ↑  Tijssen. blz. 63
5. 1 2  http://dnpp.eldoc.ub.rug.nl/FILES/root/programmas/Verkiezingsprogramma/1925/HGS_voorlopig_program_beginselen_actie1.pdf
6. ↑  Tijssen, blz. 71
7. ↑  https://www.parlement.com/9291000/biof/00830
8. 1 2  Tijssen, blz. 13

- Biografisch Portaal: 13091833
- Digitale Bibliotheek voor de Nederlandse Letteren: ling018
- Gemeinsame Normdatei: 1117156443
- International Standard Name Identifier: 0000 0003 9450 7576
- Nederlandse Thesaurus van Auteursnamen: 104838205
- Parlement.com: vg09ll2x64ua
- Virtual International Authority File: 289055045
- WorldCat: E39PBJwMBMcvHVHcMf7Dpr4cyd